# Акоста, Соледад
 Соледад Акоста (1833—1913) — колумбийская писательница и журналистка. Утонченная, много путешествовавшая и общительная женщина, она получила гораздо высшее и всестороннее образование, чем большинство женщин её времени и страны, и пользовалась высоким авторитетом в обществе не только из-за своего семейного происхождения, но и благодаря своим собственным литературным усилиям. Она сотрудничала с различными газетами, включая El Comercio, El Deber, Revista Americana и другие периодические издания. Используя свои труды, она была феминисткой, намного опередив свое время. Акоста лоббировала равное образование для женщин и писала на различные темы, касающиеся участия женщин в обществе и семье, побуждая других проявлять инициативу в рабочей силе и в восстановлении общества.

## Личная жизнь
Соледад родилась 5 мая 1833 года в семье Томаса Хоакина де Акоста и Переса де Гусмана и Кэролайн Кембл Роу в Боготе Её отец был уроженцем Гуадуаса, сыном испанских иммигрантов. Он был ученым, дипломатом и генералом. Её мать, уроженка Кингстона, Ямайка, была дочерью Гидеона Кембла, американского шотландца и коллекционера порта Кингстон, и его жены Томасы (урожденной Роу). 5 мая 1855 года она вышла замуж за Хосе Марию Сампер Агудело, известного писателя и журналиста. У них родились четыре дочери:
- Бертильда, которая стала монахиней и увлеклась поэзией, как и её родители
- Каролина (р. 1857)
- Мария Хосефа (р. 1860) (Мария и Каролина умерли в 1872 году во время вспышки оспы в Боготе)
- Бланка Леонор (р. 1862)[7]

## Избранные работы
- Acosta, Soledad. Novelas y Cuadros de la Vida Suramericana. — Ghent, Belgium : Eugene Vanderhaeghen, 1869. — ISBN 978-987-1136-45-2.
- Acosta, Soledad. Los Piratas En Cartagena. — Bogotá, Colombia : La Luz, 1886.
- Acosta, Samper. Una Holandesa En America. — Willemstad, Curaçao : A. Betancourt, 1888.
- Acosta, Soledad. La Mujer En La Sociedad Moderna. — Paris, France : Garnier, 1895.
- Acosta, Soledad. Biografía del general Joaquín Acosta: prócer de la independencia, historiador, geógrafo, hombre científico y filántropo. — Bogotá, Colombia : Camacho Roldán & Tamayo, 1901.